# The Fox and the Hound (filme)
The Fox and the Hound (bra: O Cão e a Raposa; prt: Papuça e Dentuça) é um filme de animação estadunidense de 1981 do gênero drama produzido pela Walt Disney Productions. Sendo vagamente baseado no romance homônimo de 1967, escrito por Daniel P. Mannix, o filme conta a história de uma amizade improvável entre uma raposa-vermelha chamada Tod e um cão de caça chamado Copper, enquanto eles lutam contra seus instintos emergentes e a percepção de que foram concebidos para serem adversários.
O filme foi dirigido por Ted Berman, Richard Rich e Art Stevens, marcando a estreia de Berman e Rich como diretores de cinema. Foi produzido por Ron Miller , Wolfgang Reitherman e Stevens. O elenco de vozes estrela Mickey Rooney e Kurt Russell como Tod e Copper, respectivamente, acompanhados de Pearl Bailey, Jack Albertson, Sandy Duncan, Jeanette Nolan, Pat Buttram, John Fiedler, John McIntire, Dick Bakalyan e Paul Winchell que dão as vozes aos demais personagens do filme; Keith Mitchell e Corey Feldman dublaram Tod e Copper mais jovens. A trilha musical instrumental do filme foi composta e regida por Buddy Baker, com Walter Sheets realizando a orquestração.
A Walt Disney Productions obteve os direitos cinematográficos do romance original de Daniel P. Mannix logo em 1967; no entanto, o desenvolvimento real do filme só veio a ocorrer uma década depois. A produção marcou o último envolvimento dos membros restantes dos Nove Anciões da Disney, que incluíam Frank Thomas e Ollie Johnston. Embora estes tivessem envolvimento no desenvolvimento inicial do filme, a produção acabou sendo repassada a uma nova geração de animadores após a aposentadoria dos antigos; essa nova leva de animadores incluiu futuros diretores renomados como Tim Burton, Brad Bird e John Lasseter. O filme ficou conhecido por seus bastidores polêmicos, o que afetou diretamente o cronograma da produção, atrasando seu lançamento por mais de seis meses, principalmente devido a saída abrupta de Don Bluth e sua equipe de animadores. Discordâncias entre os animadores veteranos e os novatos também contribuíram significativamente para atraso de sua produção.
Foi lançado nos cinemas da América do Norte em 10 de julho de 1981 pela Buena Vista Distribution, se tornando um sucesso financeiro, arrecadando US$ 39,9 milhões no mercado interno e recebendo críticas mistas dos críticos. Na época de seu lançamento, foi o filme de animação mais caro produzido até então, custando US$ 12 milhões; foi relançado nos cinemas em 25 de março de 1988, onde ganhou mais US$ 23,5 milhões. O filme originou uma continuação intermediária, The Fox and the Hound 2, que foi lançada diretamente em DVD em 12 de dezembro de 2006.

## Enredo
Quando um filhote macho de raposa vermelha fica órfão depois que sua mãe é baleada e morta por um caçador, a Mamãe Coruja e seus amigos, Dico, o tentilhão, e Bruno, o pica-pau gago, fazem com que ele seja adotado por uma gentil agricultora viúva de uma fazenda próxima chamada Sra. Tita, que o batiza de Tod. Enquanto isso, seu vizinho, o caçador Samuel Guerra, traz para casa um cachorrinho chamado Copper e o apresenta ao seu cão de caça, Chefe. Samuel incube Chefe de ensinar Cooper a ser um grande caçador; a princípio Chefe fica irritado com o filhote, mas depois aprende a aceita-lo. Um dia, Tod e Copper se conhecem e se tornam grandes amigos, prometendo amizade eterna um ao outro. Samuel fica frustrado com Copper por ele constantemente sair do rancho para brincar e o prende numa coleira. Num dia, quando Tod vai visitar Copper em seu barril, a raposa acidentalmente desperta Chefe, atraindo atenção de Samuel; Chefe e Samuel perseguem Tod até serem impedidos por Tita. Após uma discussão, Samuel ameaça matar Tod se ele invadir sua propriedade novamente. No dia seguinte, Samuel parte com os cães para a temporada de caça para uma distante floresta. Enquanto isso, Mamãe Coruja, Dico e Bruno tentam explicar a Tod que Copper logo se tornará seu inimigo pelo fato deste estar sendo treinado com um cão de caça. No entanto, ele ingenuamente insiste que eles permanecerão amigos para sempre.
Durante a primavera seguinte, Tod e Copper crescem, atingindo a idade adulta. Copper retorna da viagem como um exímio cão de caça à raposas. Ao notar que seu amigo voltou, Tod decide visita-lo à noite. A conversa deles desperta Chefe mais uma vez, que late o suficiente para chamar a atenção de Samuel. Uma perseguição começa e Copper consegue encurralar Tod, mas o deixa ir para despistar Samuel, advertindo-o para não visita-lo novamente. Entretanto, Chefe avista Tod e o persegue enquanto ele tenta fugir atravessando uma ponte ferroviária; um trem que se aproxima quase atropela Tod, mas atinge Chefe, fazendo com que ele caia da ponte rio abaixo e quebre uma de suas pernas. Enfurecido com isso, Copper culpa Tod pelo acidente e, junto com Samuel, jura vingança. Samuel vai até a casa de Tita atrás da raposa, mas esta o proíbe de entrar. Percebendo que Tod não está mais seguro com ela, Tita o abandona em uma reserva ambiental. Depois de passar a noite chuvosa sozinho na floresta, Mamãe Coruja o apresenta a Miriam, uma raposa fêmea que ajuda Tod a se adaptar à vida ali, tornando-se rapidamente um casal.
Percebendo que Tita deixou Tod na reserva, Samuel e Copper invadem o local para caça-lo. Chegando lá, eles avistam tanto Tod quanto Miriam, gerando uma perseguição pela floresta. O grupo acaba se encontrando com um urso gigante que passa a persegui-los. Durante a fuga, Samuel tropeça e cai em uma de suas próprias armadilhas, deixando seu rifle ligeiramente fora de alcance; Copper luta violentamente contra o urso, mas quase é morto por ele. Tod, que havia conseguido escapar junto com Miriam, percebe que seu amigo Copper está em perigo e vem em seu socorro, lutando contra o urso até que ambos caiam em uma cachoeira salvando Samuel e Copper; apesar do urso morrer na queda, Tod consegue sobreviver à mesma, embora se encontre ferida à beira do lago abaixo. Enquanto Copper se aproxima de Tod para socorre-lo, Samuel aparece pronto para atirar na raposa, mas Copper se posiciona na frente de Tod para evitar que Samuel o mate, recusando-se a se afastar. Samuel, finalmente entendendo que Tod salvou suas vidas, abaixa seu rifle e chama Copper para voltar pra casa; Tod e Copper trocam um último olhar alegre antes de se separarem.
Uma vez em casa, Tita cuida das feridas de Samuel causadas pela perseguição na floresta. Enquanto isso, Cooper se deita ao lado de Chefe, relembrando o dia em que conheceu Tod. Ao mesmo tempo, Miriam se junta a Tod, que está avistando entristecido seu amigo Cooper descansando do topo de uma colina.

## Elenco
- Mickey Rooney como Tod
  - Keith Mitchell como Tod jovem
- Kurt Russell como Copper
  - Corey Feldman como Cooper jovem
- Pearl Bailey como Mamãe Coruja
- Jeanette Nolan como Viúva Tita
- Jack Albertson como Samuel Guerra
- Pat Buttram como Chefe
- Dick Bakalyan como Dico
- Paul Winchell como Bruno
- Sandy Duncan como Miriam
- John Fiedler como o porco-espinho que recepciona Tod na reserva ambiental
- John McIntire como o Sr. Texugo

## Produção

### Desenvolvimento
O escritor Daniel P. Mannix havia lançado seu livro The Fox and the Hound em 1967, o que o fez ganhar o prêmio literário Dutton Animal Book Award. O sucesso do livro chamou a atenção dos executivos da Disney, que rapidamente entrou em um acordo com Mannix para adquirir os direitos cinematográficos do romance assim que ele venceu o Dutton Animal Book Award. Na primavera de 1977, o desenvolvimento do projeto para adaptação da obra começou depois que Wolfgang Reitherman leu o romance original e decidiu que a história daria um bom filme de animação, já que um de seus filhos já teve uma raposa de estimação anos antes. O filme foi inicialmente concebido com o título "The Fox and the Hounds", mas os cineastas abandonaram o plural à medida que a história começou a se concentrar cada vez mais nos dois protagonistas. Reitherman inicialmente atuou como o diretor original do filme junto com Art Stevens. Entretanto, uma disputa pelo poder entre os dois diretores e o coprodutor Ron Miller estourou em seções importantes do filme, com Miller apoiando o jovem Stevens. Miller instruiu Reitherman a entregar as rédeas da produção à nova equipe de animadores do estúdio, mas Reitherman resistiu devido à falta de confiança nos jovens animadores.
Em uma versão anterior do filme, Chefe estava programado para morrer assim como no romance original. No entanto, a cena foi modificada para que ele sobrevivesse sofrendo apenas uma fratura na perna. O animador Ron Clements, que fez uma breve transição para o departamento de história, protestou: "Chefe tem que morrer. O filme não ganha ritmo se ele somente quebrar a perna pois Copper não teria motivação para odiar a raposa". Da mesma forma, membros mais jovens da equipe de história imploraram a Stevens para matar o personagem; ele rebateu: “Nós nunca matamos um personagem principal em um filme da Disney e não vamos começar agora!”. Alguns membros mais jovens da equipe de animadores chegaram a levar o problema à alta administração da Disney, mas esta também apoiou Stevens. A animação de teste feita pelo animador Ollie Johnston de Chefe andando pela casa com a perna engessada foi eventualmente mantida, enquanto Randy Cartwright reanimou a cena em que Copper encontra Chefe caído no lago da ponte férrea, fazendo com que Chefe aparecesse com os olhos abrindo e fechando para que o público soubesse que ele estava não morto.
Outra briga estourou quando Reitherman, pensando que faltava um segundo ato forte ao filme, decidiu adicionar uma sequência musical de dois grous-americanos voando, dublados por Phil Harris e Charo. Esses personagens cantariam uma canção boba intitulada "Scoobie-Doobie Doobie Doo, Let Your Body Turn to Goo" para Tod depois que ele foi largado na floresta pela Viúva Tita; Charo gravou a música e várias faixas de voz ganharam storyboards. No entanto, a cena foi fortemente rejeitada pelo pessoal do estúdio, que sentiu que a música era uma distração da trama principal, com Stevens afirmando: "Não podemos deixar essa sequência no filme! Está totalmente fora de lugar!". Ele notificou a gerência do estúdio e depois de muitas conferências da história, a cena foi removida. Mais tarde, Reitherman entrou em seu escritório, afundou-se em uma cadeira e disse: "Não sei, Art, talvez este seja um trabalho para jovens". Algum tempo depois, Reitherman abandonou definitivamente a direção do filme e passou a atuar como coprodutor enquanto estudava outros projetos da Disney que acabaram não sendo desenvolvidos pelo estúdio; Reitherman veio a falecer em 1985 num acidente automobilístico.

### Elenco
No início da produção, os personagens principais como o jovem Tod, o jovem Copper, a Mamãe Coruja e Samuel Guerra já tinham seus dubladores escolhidos. Os papéis coadjuvantes foram preenchidos por dubladores regulares da Disney, incluindo Pat Buttram como Chefe e Paul Winchell como Bruno; Mickey Rooney havia acabado de filmar Meu Amigo o Dragão (1977) quando aceitou emprestar sua voz ao Tod adulto. Jeanette Nolan foi a segunda escolha para a viúva Tita depois que Helen Hayes recusou o papel.
O último papel a ser escalado foi o de Copper adulto. Jackie Cooper fez o teste para o papel, mas deixou o projeto pois exigiu um cachê mais alto do que o estúdio estava disposto a pagar. Durante as filmagens do telefilme Elvis (1979), o ex-jovem ator da Disney Kurt Russell foi escalado após uma leitura que impressionou os cineastas e completou seu diálogo em duas sessões de gravação.
Os rosnados do urso foram fornecidos pelo artista de efeitos sonoros Jimmy MacDonald.

### Animação

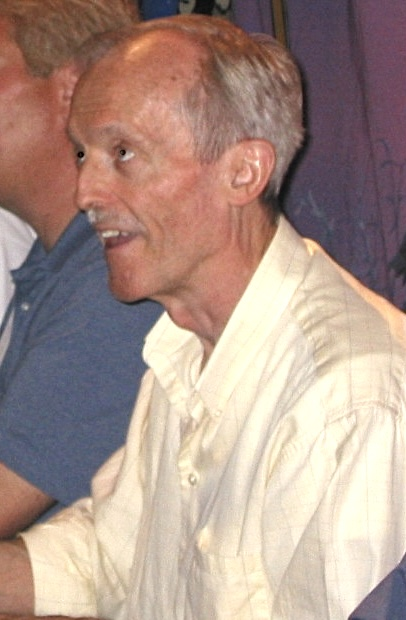
A saída repentina de Don Bluth, assim como de vários outros animadores do filme, pegou o estúdio de surpresa, fazendo a Disney adiar o lançamento de The Fox and the Hound (que estava originalmente programado para o Natal de 1980).

No final de 1978, Frank Thomas, Ollie Johnston e Cliff Nordberg haviam concluído sua animação. Thomas animou cenas de Tod e Copper usando diálogos que Larry Clemmons escreveu e gravou com os atores infantis. O filme seria o último a ter o envolvimento dos chamados "Nove Anciões da Disney", que se aposentaram cedo durante a produção, fazendo com que o trabalho da animação fosse entregue à nova geração de diretores e animadores, que incluía nomes como John Lasseter, John Musker, Ron Clements, Glen Keane, Tim Burton, Brad Bird, Henry Selick, Chris Buck, Mike Gabriel e Mark Dindal, todos os quais finalizariam a animação e completariam a produção do filme. Esses animadores passaram pelo programa interno de treinamento em animação e desempenhariam um papel importante no Renascimento da Disney que ocorreria anos mais tarde.
Porém, a transição entre a velha e a nova guarda resultou em discussões sobre como lidar com o filme. Reitherman tinha suas próprias ideias sobre os desenhos e layouts que deveriam ser usados, mas a equipe mais nova apoiou Stevens. O animador Don Bluth animou várias cenas, incluindo a da viúva Tita ordenhando sua vaca, Abigail, enquanto sua equipe trabalhava no resto da sequência, além da cena em que Tita atira no radiador do carro de Samuel. No entanto, Bluth e os novos animadores sentiram que Reitherman era muito severo e distante. Então, em pleno dia de seu aniversário, Bluth entrou junto com Gary Goldman e John Pomeroy no escritório de Ron Miller para pedirem suas demissões do estúdio. Nos dias seguintes, mais treze animadores seguiram o exemplo e se demitiram. Embora Bluth e sua equipe tivessem animado cenas substanciais, eles pediram para não receber nenhum crédito na tela.
A saída desses animadores afetou severamente a produção do filme, obrigando Miller a adiar o seu lançamento do Natal de 1980 para o verão de 1981. Novos animadores foram contratados e promovidos para preencher as vagas deixadas por Bluth e seus animadores. Para compensar a falta de experiência dos novos animadores, grande parte do controle de qualidade do filme dependeria de uma rede de animadores assistentes veteranos. Quatro anos após o início da produção, o filme foi finalizado com aproximadamente 360 mil desenhos, 110 mil células pintadas e 1.100 fundos pintados compondo o produto final. Um total de 180 pessoas, incluindo 24 animadores, trabalharam no filme. The Fox and the Hound saiu dos estúdios Disney sob um custo total de cerca de doze milhões de dólares, tornando-se o filme de animação mais caro já feito até então (sendo superado em orçamento pelo próximo filme do estúdio The Black Cauldron).

## Trilha sonora
As trilhas incidentais do filme foram compostas por Buddy Baker, com Walter Sheets realizando a orquestração.
O álbum da trilha sonora do filme foi lançado em 1981 pela Disneyland Records (atual Walt Disney Records). Contém canções escritas por Stan Fidel, Jim Stafford e Jeffrey Patch. As canções contidas no filme são as seguintes:
| N.º | Título                     | Cantor(es)     | Duração |  |
| 1.  | "Best of Friends"          | Pearl Bailey   |         |  |
| 2.  | "Lack of Education"        | Pearl Bailey   |         |  |
| 3.  | "A Huntin' Man"            | Jack Albertson |         |  |
| 4.  | "Appreciate the Lady"      | Pearl Bailey   |         |  |
| 5.  | "Goodbye May Seem Forever" | Jeanette Nolan |         |  |

## Lançamento

### Bilheteria
Em seu lançamento original, o filme arrecadou US$ 39,9 milhões nas bilheterias dos Estados Unidos, marcando a maior receita para um filme de animação na época. Os aluguéis de seus distribuidores internos foram relatados em US$ 14,2 milhões, enquanto seus aluguéis internacionais totalizaram US$ 43 milhões.
A animação foi relançada nos cinemas em 1988, ganhando mais US$ 23,5 milhões de receita.
Totalizando seu dois lançamentos, The Fox and the Hound teve um faturamento bruto de US$ 63,5 milhões.

### Mídia doméstica
O filme foi lançado pela primeira vez em VHS em 4 de março de 1994, sendo o último título da coleção Walt Disney Classics. Este lançamento foi colocado em moratória em 30 de abril de 1995.
Em 2 de maio de 2000, foi lançado em DVD na Região 1 pela primeira vez como parte da linha Walt Disney Gold Classic Collection, junto com um novo lançamento em VHS simultâneo que fazia parte da mesma coleção. Esta edição entrou em moratória em janeiro de 2006. Logo depois, uma edição especial em DVD comemorando o 25º aniversário do filme foi disponibilizada em 10 de outubro de 2006.
O filme foi lançado em Blu-ray pela primeira vez em 9 de agosto de 2011, como parte das comemorações de seu trigésimo aniversário fazendo parte de um pacote combinado Blu-ray/DVD de 3 discos que incluiu também The Fox and the Hound 2. Apresentando uma nova restauração digital, a transferência Blu-ray apresenta o filme pela primeira vez no formato widescreen 1.66:1 e também conta com 5.1 DTS-HD Master Audio; The Fox and the Hound 2 é apresentado em widescreen 1,78:1 e apresenta o mesmo canal de áudio do primeiro filme.

## Recepção da crítica

### Avaliações iniciais
O crítico de cinema Vincent Canby, em resenha sobre o filme para o jornal The New York Times, afirmou que o filme "não inova em nada", ao mesmo tempo que o descreve como "um tipo de desenho animado da Disney bonito, implacavelmente alegre e antiquado, repleto de canções animadas de uma alegria que é mais pegajosa que Krazy Glue [uma marca de Super Cola famosa nos Estados Unidos] e interpretado por animais mais antropomórficos que os humanos que ocasionalmente aparecem"; ele comentou ainda que o filme "é um tanto repleto de diálogos extravagantes e folclóricos". Canby também sentiu que o filme possui um clímax que poderia muito bem assustar os pequenos nos cinemas, embora tudo termine bem. Ele concluiu sua crítica dizendo: "os pais que não gostam de acompanhar seus filhos que querem ver desenhos no cinema, mas acham que precisam mesmo assim, podem se animar sabendo que o tempo de duração [do filme] é de 83 minutos. Isso é o mais curto que você pode conseguir hoje em dia". Sheila Benson, crítica de cinema do Los Angeles Times elogiou a animação, mas criticou a história por ser muito segura; ela reconheceu que os escritores estavam "nos protegendo de coisas importantes: da raiva, da dor e da perda. Essas 'mentiras', embora feitas obviamente para o nosso próprio bem, também limitam o ritmo da história". David Ansen, crítico da revista Newsweek afirmou: "Os adultos podem estremecer com algumas das músicas doces e pegajosas, mas o filme não é destinado a adultos".
Richard Corliss, da revista Time, elogiou o filme pela sua história inteligente sobre preconceito; ele argumentou que isso mostra que atitudes tendenciosas podem envenenar até mesmo os relacionamentos mais profundos e seu final agridoce transmite uma mensagem moral poderosa e importante ao público. O crítico Roger Ebert, em seu comentário sobre o filme para o jornal Chicago Sun-Times, também elogiou The Fox and the Hound dizendo: "Apesar de todas as suas qualidades familiares, este filme marca uma espécie de ponto de partida para o estúdio Disney, e seu movimento está em uma direção interessante. The Fox and the Hound é um daqueles filmes de animação relativamente raros da Disney que contém uma lição útil para o público mais jovem. Não são apenas animais fofos, aventuras assustadoras e um final feliz; é também uma meditação bastante cuidadosa sobre como a sociedade determina nosso comportamento".

### Resenhas retrospectivas
A revista TV Guide deu ao filme quatro de cinco estrelas, dizendo: "A animação aqui é melhor que a média (os veteranos animadores da Disney, Wolfgang Reitherman e Art Stevens, supervisionaram os talentos de uma nova safra de artistas que se desenvolveram durante um programa de 10 anos no estúdio), embora não tenha a mesma qualidade dos estúdios Disney em seu apogeu. Ainda assim, este filme tem muito 'coração' e é um entretenimento maravilhoso para as crianças e seus pais [...]". Michael Scheinfeld, da Common Sense Media, deu ao filme uma classificação de 4 em 5 estrelas, afirmando: "[O filme] se desenvolve em um exame cuidadoso da amizade e inclui alguns temas maduros, especialmente a perda".
No The Animated Movie Guide, o historiador da animação Jerry Beck considerou o filme "mediano", embora elogiou o trabalho de voz de Pearl Bailey como Mamãe Coruja e a extrema dedicação aos detalhes mostrada pelo animador Glen Keane na elaboração da cena de luta entre Copper, Tod e o urso. Em seu livro The Disney Films, Leonard Maltin também observa que aquela cena recebeu grandes elogios no mundo da animação; no entanto, ele sentiu que o filme dependia muito da "fumaça da fórmula, do alívio da comédia da fórmula e até mesmo das caracterizações da fórmula". No geral, ele considerou o filme "encantador", afirmando que é "caloroso e repleto de personagens pessoais" e que "às vezes se aproxima da velha magia da Disney". Craig Butler do All Movie Guide afirmou que o filme representou uma "entrada calorosa e divertida, embora um pouco enfadonha, no cânone animado da Disney"; ele também chamou a animação de "convencional e geralmente previsível", com problemas de ritmo. Porém, ele elogiou seu clímax e animação, bem como o final. Ao chegar em um consenso, Butler declarou: "Dois dos diretores, Richard Rich e Ted Berman, seriam os próximos a dirigir The Black Cauldron, um projeto menos bem-sucedido, mas mais ambicioso".
Rob Humanick da Slant Magazine deu ao filme três estrelas e meia de cinco, observando que The Fox and the Hound foi o ponto de transição entre os animadores originais restantes desde Branca de Neve e os Sete Anões para a nova geração, dizendo que "os resultados selecionaram as melhores qualidades de ambos os grupos" e que "o resultado [final] é um trabalho de equilíbrio aprendido e seguro, que demonstra o triunfo dos calouros do estúdio, mostrando que eles não estão muito longe (em estilo ou qualidade) de outros trabalhos feitos pelos veteranos, como a já mencionada Branca de Neve [...]". R. L. Shaffer, do portal IGN, escreveu uma crítica bastante mista, alegando que "simplesmente não é tão impressionante quanto os primeiros trabalhos da Disney ou seus filmes do final dos anos 80/início dos anos 90". James Kendrick da Q Network Film Desk afirmou que "não é um dos melhores esforços do estúdio, mas mesmo assim continua sendo um produto fascinante de uma era de turbulência [da Disney], bem como uma declaração significativa sobre a natureza do preconceito". Peter Canavense da Groucho Reviews afirmou que The Fox and the Hound "é doce, mas um pouco chato", alegando que "no geral, o filme é bem-humorado e colorido, com um final que carrega um belo toque de ambiguidade sobre a luta da natureza e/ou nutrir amizades". John J. Puccio do Movie Metropolis declarou: "[o filme] é muito doce e sem dúvida uma delícia para as crianças, mas achei muito lento e tedioso".
Embora tenha recebido comentários geralmente mistos da crítica especializada, The Fox and the Hound é um dos filmes mais lembrados de 1981, sendo elogiado principalmente entre o público em geral; muitos o consideram, inclusive, um dos filmes mais subestimados da Disney. O site agregador de críticas cinematográficas Rotten Tomatoes informa que o filme possui um índice de aprovação de 72%, obtendo uma nota média de 6,5/10 com base em 29 críticas; o consenso crítico do site afirma: "The Fox and the Hound é um esforço agradável, charmoso e despretensioso que consegue transcender seu enredo tênue e previsível". O Metacritic, outro agregador de resenhas, dá ao filme a pontuação 65/100 com base em 15 avaliações, indicando "críticas geralmente favoráveis".

## Prêmios e indicações
The Fox and the Hound recebeu o prêmio alemão Goldene Leinwand em 1982. No mesmo ano, também foi indicado ao Young Artist Awards e ao Prêmio Saturno em suas respectivas categorias de Melhor Filme de Fantasia.
| Ano  | Ceremônia           | Categoria                                                | Resultado |
| ---- | ------------------- | -------------------------------------------------------- | --------- |
| 1982 | Prêmio Saturno      | Melhor Filme de Fantasia                                 | Indicado  |
| 1982 | Goldene Leinwand    |                                                          | Venceu    |
| 1982 | Young Artist Awards | Melhor Filme - Fantasia ou Comédia - Diversão em Família | Indicado  |

## Legado

### Adaptações em quadrinhos
Além de adaptações da história do próprio filme, histórias em quadrinhos com os personagens também foram publicadas contando outros enredos. Os exemplos incluem The Lost Fawn, em que Copper usa seu olfato para ajudar Tod a encontrar um cervo que se perdeu; The Escape, em que Tod e Miriam tentam salvar um ganso canadense das garras de um lince; The Chase, onde Copper protege Chefe de seu próprio sonambulismo; e Feathered Friends, em que Dico e Bruno fazem de tudo para salvar uma das galinhas da Sra. Tita de um coiote.
Uma adaptação mais cômica do filme, desenhada por Richard Moore, foi publicada em jornais como parte da série Disney's Treasury of Classic Tales. De 1981 a 2007, algumas histórias em quadrinhos com os personagens do filme foram produzidas na Itália, Holanda, Brasil, França e Estados Unidos.

### Sequência
Uma continuação intermediária, The Fox and the Hound 2, foi lançada diretamente em DVD em 12 de dezembro de 2006. A história se passa durante a juventude de Tod e Copper, antes dos eventos da segunda metade do primeiro filme. O enredo envolve Copper sendo tentado a se juntar a um grupo de cães vira-latas cantores chamado "The Singin' Strays", ameaçando assim sua amizade com Tod. Foi recebido negativamente pela crítica, com os críticos chamando-o de uma "pálida imitação de seu antecessor".